# Абдул-Азиз ибн Абдуррахман Аль Сауд
Абду́л-Ази́з ибн Абдуррахма́н ибн Фе́йсал А́ль Сау́д (араб. عبد العزيز بن عبد الرحمن بن فيصل آل سعود‎; 15 января 1877, Эр-Рияд, Эр-Рияд — 9 ноября 1953, Эт-Таиф, Мекка) — основатель и первый король Саудовской Аравии, правивший в 1932—1953 годах. Четырнадцатый глава династии Саудитов.
Вёл многочисленные войны за объединение Аравии. Эмир Эр-Рияда с 1902 по 1926 год и эмир Неджда и Хасы с 1913 по 1921 год. Позже стал королём Неджда, Хиджаза и присоединённых областей в 1926 до 1932 года.

## Биография

### Ранние годы
Родился 15 января 1877 года в Эр-Рияде в провинции Неджд, посреди Аравийского полуострова, территория которого на тот момент фактически ограничивалась окрестностями Эр-Рияда. Был сыном номинального эмира Неджда — Абдуррахмана ибн Фейсала от Сары бинт Ахмеда ас-Судайри. Его больше, чем религиозные упражнения, интересовали игры с саблей и винтовкой. Священный Коран он смог прочитать только в 11 лет. Мечтал о восстановлении семейной чести, о возвращении славы и богатства дома Саудитов.

### Поход на Эр-Рияд
Захватившая в 1890 году власть в городе Эр-Рияде семья Рашидитов выслала Саудитов в Бахрейн, затем в Катар и, наконец, в Кувейт, где он и провёл своё детство. В 1901 году он начал собирать собственный отряд для отвоёвывания Эр-Рияда. Выступив в поход, против воли отца в ночь с 15 на 16 января 1902 года с отрядом в 60 человек захватил Эр-Рияд, потеряв всего двух бойцов и расправившись с губернатором из Рашидидов. Отец уступил сыну титул эмира и принёс ему вассальную присягу. Он стал советником при сыне.

### Война с Джебель-Шаммаром
В 1903-07 годах воевал с эмиратом Джебель-Шаммар (Хаиль), во главе с домом Рашидитов. Эмират был поддержан 8 батальонами пехоты Османской империи, но в итоге принадлежавшие ему земли Касима вошли в состав эмирата Неджд и Хаса.

### Ихваны
К 1912 году он захватил почти весь регион Неджд, обратившись в том же году к «чистому исламу (салафизм)». Стремясь добиться лояльности крупнейших племён, по совету религиозных учителей, приступил к переводу их на оседлость. С этой целью в 1912 году было основано военно-религиозное братство ихванов (араб. «братья»). Все бедуинские племена и оазисы, которые отказались включиться в ихванское движение и признать его своим эмиром и имамом, стали рассматриваться как враги Неджда. Ихванам предписывалось переселяться в земледельческие колонии (хиджры), члены которых были призваны любить свою родину, беспрекословно подчиняться имаму-эмиру и не вступать ни в какие контакты с европейцами и жителями управляемых ими стран (включая мусульман). В каждой ихванской общине возводилась мечеть, служившая также и казармой местного гарнизона. Таким образом сами ихваны становились не только земледельцами, но и воинами государства Саудитов. В 1913 г. Ибн-Сауд захватил область Эль-Хаса. К 1915 году по всей стране было организовано более 200 ихванских поселений, включавших не менее 60 000 человек, готовых по первому его призыву вступить в войну с «неверными».

### Начало войны за объединение Аравии
С началом Первой мировой войны он заручился поддержкой Британской империи. В 1920 году, используя материальную поддержку англичан, он окончательно разбил Рашидитов. К моменту распада Османской империи на полуострове образовалось пять независимых государств: Хиджаз, Неджд, Джебель-Шаммар, Асир и Йемен. Предпринял попытку присоединить Джебель-Шаммар в апреле-мае 1921 года, но только в августе силами его войска была взята столица Рашидитов — Хаиль. С 1 ноября того же года Джебель-Шаммар перестал существовать.

### Противостояние с шерифом Мекки
После этой победы его главным противником стал Хусейн ибн Али аль-Хашими — шериф Мекки и король Хиджаза. В 1922 году без боя захватил северный Асир, а в июле 1924 года призвал к джихаду против еретиков Хиджаза. В августе 1924 года, на земле объятого войной Хиджаза, советский консул Карим Абдрауфович Хакимов (1892—1938) вручил верительные грамоты представителю Ибн-Сауда. В начале сентября отряды ихванов ворвались в курортный город Эт-Таиф и перебили здесь, в основном, мирных людей. Знать Хиджаза, напуганная событиями в Эт-Таифе, выступила против Хусейна. Тот вынужден был отречься от престола в пользу сына Фейсала. Новый король не имел сил для защиты Мекки и укрылся со своими сторонниками в Джидде. В середине октября ихваны вошли в Священный город, а в январе 1925 года началась осада Джидды. 6 декабря пала Медина, а 22 декабря Фейсал эвакуировал Джидду, после чего в город вступили войска Неджда. В том же году захватил Мекку, прервав тем самым 700-летнее правление Хашимитов. 10 января 1926 года он был провозглашён королём Хиджаза, было образовано Королевство Неджд и Хиджаз. Через несколько лет захватил практически весь Аравийский полуостров.

### Восстание ихванов
С большим пониманием отнёсся к европейской цивилизации. Он оценил значение телефона, радио, автомобиля и аэроплана и стал внедрять их в жизнь. Одновременно он стал постепенно ограничивать влияние ихванов. Почувствовав перемены к себе со стороны короля, ихваны в 1929 году подняли восстание, и в битве при Сибиле он разбил своих бывших сторонников. Но побеждённые перешли к партизанской войне. Тогда король обрушил на них всю свою мощь. Им были приняты к использованию некоторые европейские методы борьбы. В конце года ихванов вытеснили в Кувейт, где их разоружили англичане. Ихванские лидеры — Дэвиш и двоюродный брат Ибн Хислаян Наиф — были впоследствии выданы англичанами ему и заключены в тюрьму в Эр-Рияде. Движение, сыгравшее важную роль в укреплении его власти и его завоеваниях, было полностью разгромлено и вскоре сошло на нет. Он принял титул короля Хиджаза, Неджда и присоединённых территорий.

## Король Саудовской Аравии
23 сентября 1932 года Неджд и Хиджаз были объединены в одно государство, названное Саудовской Аравией. Сам же он стал королём Саудовской Аравии. Этим предполагалось не только укрепить единство королевства и покончить с хиджазским сепаратизмом, но и подчеркнуть центральную роль королевского дома в создании аравийского централизованного государства. В течение всего последующего периода его правления внутренние проблемы не представляли для него особых трудностей.

### Внешняя политика
Крайности ихванов привели к отчуждённости Саудовской Аравии от большинства мусульманских правительств, считавших саудовский режим враждебным и возмущавшихся полным контролем, установленным «мусульманами чистого ислама» над священными городами и хаджем. Между ним и хашимитскими правителями Ирака и Трансиордании — сыновьями свергнутого им Хусейна — существовала взаимная неприязнь. Вряд ли можно было назвать тёплыми его отношения с королём Египта — Ахмедом Фуадом, которого он подозревал в желании возродить халифат и объявить себя халифом. В феврале 1934 года начал войну с имамом Йемена из-за демаркации йеменско-саудовской границы. Военные действия были прекращены после подписания соглашения в мае того же года. Спустя два года граница была определена де-факто. Пограничные проблемы также имели место и в восточной части Аравийского полуострова после того, как он в 1933 году предоставил нефтяную концессию компании «Стандард ойл оф Калифорниа». Неудачей закончились переговоры с Великобританией по поводу демаркации границ с соседними британскими протекторатами и владениями — Катаром, Договорным Оманом, Маскатом и Оманом и Восточным протекторатом Аден

### Саудовско-йеменская война
В 1932 году бывший эмир Асира аль-Идриси провозгласил независимость эмирата от Саудовской Аравии. После подавления асирского восстания аль-Идриси бежал в Йемен. В марте 1933 года его посланцы и короля Йемена Яхьи встретились и обсудили возможность восстановления власти Аль-Идриси. Его посланники настаивали на передаче северного Асира и выдаче членов семьи Аль-Идриси. Двусторонние переговоры были прерваны, и в мае 1933 года Йемен захватил Наджран, который считался йеменцами частью Йемена, блокировал транспортные пути из Асира в Неджд. Члены саудовской делегации также были захвачены в Сане. В ходе боевых действий в феврале 1934 года саудовцы заняли южный Асир и часть Тихамы. Войска саудовцев имели более современное оружие и автотранспорт. На втором фронте силы Саудовской Аравии заняли Неджран и продвигались в сторону крупного центра Саада. Западные державы были вынуждены направить военные корабли к Ходейде и саудовским берегам. Арабская лига в Каире предложила услуги по переговорам. Йемен, оказавшийся в трудной ситуации, принял предложение о переговорах. В мае 1934 года в Эт-Таифе был подписан саудовско-йеменский мирный договор, по которому часть Неджрана и Асир остались в составе Аравии, а её силы были выведены за пределы Йемена. Успешные боевые действия значительно повысили авторитет Саудовской Аравии на международной арене.

### Открытие нефти и рост благосостояния королевства
В 1933 году предоставил американским нефтяным компаниям концессию на разведку и добычу нефти. Оказалось, что в недрах Аравии находятся огромные запасы «чёрного золота». В 1938 году в Саудовской Аравии были открыты колоссальные нефтяные месторождения. Основные права на разработку месторождений король передал компании «Арамко». Большая часть добываемой нефти шла в США, а почти все доходы от неё — непосредственно королевской семье. Тем не менее, прибыль постоянно росла, и деньги пошли и в государственную казну. До открытия нефти Саудовская Аравия была очень бедна. Но в результате разработки месторождений доходы королевства очень быстро выросли, особенно в первые послевоенные годы, когда только за 1945—1952 годы они увеличились с 5 млн до 212 млн долларов. Так Саудовская Аравия стала самым богатым государством на Ближнем Востоке. Продажа нефти дала ему возможность составить огромное состояние, которое в 1952 году оценивалось в 200 млн долларов США. Во время Второй мировой войны сохранял нейтралитет. Возглавлял борьбу арабов против создания еврейского государства и был одним из лидеров Лиги арабских государств.

### Вторая мировая война

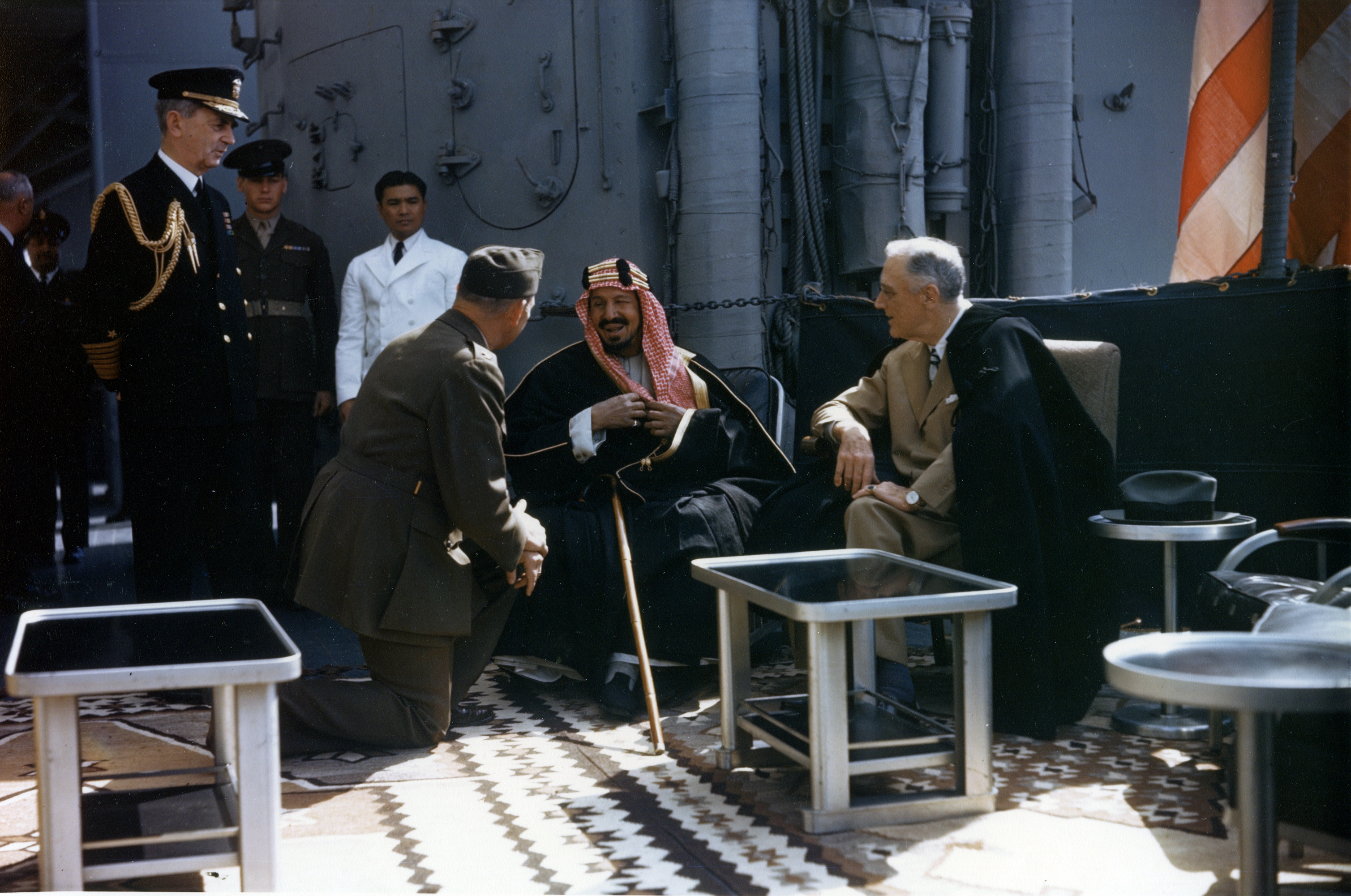
Король Абдул-Азиз разговаривает с президентом США — Франклином Д. Рузвельтом (справа) на борту крейсера «Куинси», 14 февраля 1945 года

Начало Второй мировой войны помешало полномасштабной разработке нефтяных месторождений Эль-Хасы, однако частично потери его доходов были возмещены за счёт британской, а затем американской помощи. Во время войны Саудовская Аравия разорвала дипломатические отношения с Германией (1941) и Италией (1942), но почти до её окончания сохраняла нейтралитет (официально объявила войну Германии и Японии 28 февраля 1945). В конце войны и особенно после неё в Саудовской Аравии усилилось американское влияние. 1 мая 1942 года в Джидде открылась американская дипломатическая миссия во главе с Джеймсом С. Музом-младшим.
С 1943 года Джидда стала известна как дипломатическая столица. В 1943 году в Эр-Рияд прибыл американский посланник, тем самым был повышен уровень дипломатических отношений с США, установленных в 1933 году. США распространили на Саудовскую Аравию закон о ленд-лизе. В начале февраля 1944 года американские нефтяные компании приступили к строительству трансаравийского нефтепровода из Дахрана к ливанскому порту Сайда. В 1944 году американское генеральное консульство открылось в Дахране. Тогда же правительство Саудовской Аравии разрешило строительство в Дахране крупной американской военно-воздушной базы, которая была необходима США для войны против Японии.
После Ялтинской конференции американская делегация, во главе с президентом США Франклином Рузвельтом, вылетела в Египет, где её ожидал тяжёлый крейсер «Куинси». На борту этого корабля 14 февраля президент Рузвельт принял короля Саудовской Аравии. В своих воспоминаниях сын американского президента Эллиот Рузвельт оставил описание переговоров отца с этим арабским монархом, впервые выехавшим за пределы своего королевства специально для встречи с Рузвельтом. Он прибыл в шатре, раскинутом прямо на палубе американского эсминца. На борту крейсера президент США Франклин Рузвельт подписал с ним соглашение, известное как «Пакт Куинси», о монополии США на разработку саудовских месторождений. Согласно пакту, США получили эксклюзивные права на разведку, разработку месторождений и приобретение саудовской нефти, в свою очередь гарантируя саудитам защиту от любой внешней угрозы.

### Реформатор

#### Вооружённые силы
Вплоть до смерти Абдул-Азиза в 1953 году вооружённые силы сохранили патриархальный племенной характер. Созданное в 1944 году министерство обороны не функционировало до 1947 года и не изменило ничего в племенной структуре вооружённых сил, образовав только некий современный фасад. Нефтедоллары позволили ему направить значительные суммы на военные нужды и нужды безопасности, которые в 1952—1953 годах составили 53 % от всех поступлений.

#### Первая железная дорога
В 1951 году была открыта первая железная дорога королевства, соединившая Эр-Рияд с побережьем Персидского залива.

## Болезнь и смерть
Последние годы жизни король был наполовину слеп, страдал болезнью сердца и артритом. В октябре 1953 года его состояние ухудшилось. Умер 9 ноября 1953 года во сне от сердечного приступа в Эт-Таифе. Был похоронен в Эр-Рияде, рядом с сестрой Нурой.

## Семья
Стал основателем королевской династии Саудитов. Оставил после себя от многочисленных жён 45 законных сыновей, среди них — все короли Саудовской Аравии, царствовавшие после него (престол обычно переходит от брата к брату). После его смерти королём стал его сын Сауд.
В настоящее время семья Саудитов настолько многочисленна (от 5 до 7 тысяч принцев-эмиров), что её представители пронизали всю государственную и экономическую жизнь страны. Правящая группа Саудитов осуществляет властные функции, определяет направление и решает встающие проблемы во внутренней и внешней политике, в развитии экономики, распоряжается государственным сектором национальной экономики, основу которого составляет нефтегазовое хозяйство. Несколько его сыновей стали миллиардерами.
В настоящее время королём Саудовской Аравии является его сын Салман. Кроме Салмана, живы ещё 4 сына:
- принц Абдул-Илах (род. 1939) — губернатор провинции Эль-Касим (1980—1992), губернатор провинции Эль-Джауф (1998—2001), специальный советник короля в ранге министра с 2008 года;
- принц Ахмед (род. 1942) — заместитель губернатора провинции Мекка (1971—1975), заместитель министра внутренних дел (1975—2012), министр внутренних дел (18 июня—5 ноября 2012);
- принц Машхур (род. 1942) — тесть наследного принца Мухаммеда;
- принц Мукрин (род. 1945) — губернатор провинции Хаиль (1980—1999), губернатор провинции Медина (1999—2005), генеральный директор Службы внешней разведки (2005—2012), наследный принц и заместитель председателя правительства (23 января—29 апреля 2015).

## В культуре
В фильме «Чёрное золото» режиссёра Жан-Жака Анно рассказана история борьбы в начале XX века двух крупных в реальности не существовавших княжеств — Салмааха и Хобейки (аналоги Неджда и Хиджаза) — на территории Аравийского полуострова, которые в результате объединяются под эгидой молодого наследника одного из эмиров, Ауды (очевидная отсылка к Саудитам). Объединив страну, он также допускает к богатым нефтяным месторождениям американские добывающие корпорации. Ауду, образ которого во многом основан на образе короля Абдул-Азиза, сыграл французский актёр алжирского происхождения Тахар Рахим.
Его борьбу против турок-османов с определённой помощью британцев можно наблюдать в фильме «Лоуренс Аравийский».